# Coniopteryx wittmeri
Coniopteryx wittmeri är en insektsart som beskrevs av Meinander 1979. Coniopteryx wittmeri ingår i släktet Coniopteryx och familjen vaxsländor. Inga underarter finns listade i Catalogue of Life.